# Stationsgebouw

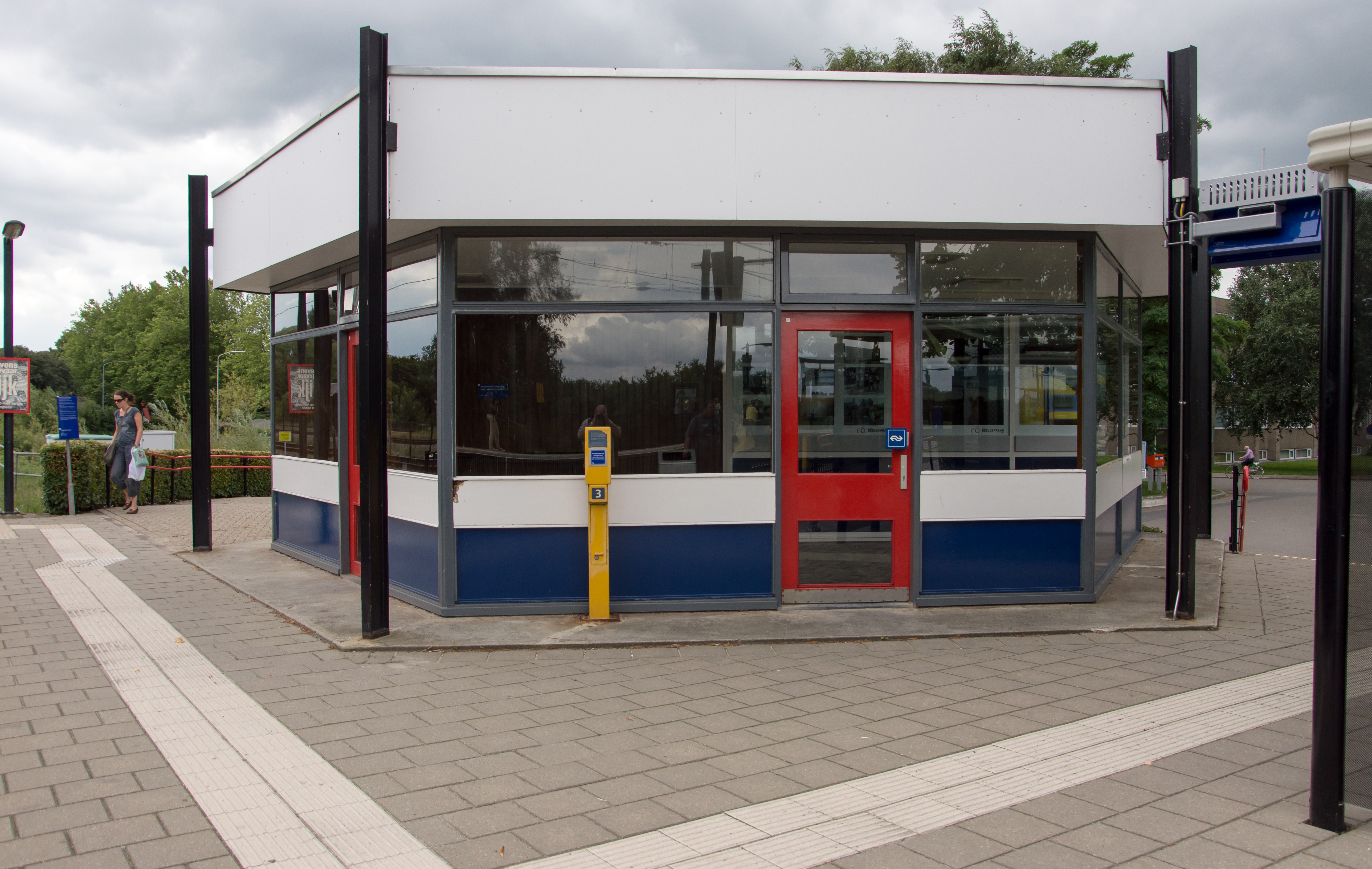
Stationsgebouw in Haren, ontworpen door ir. Cees Douma.

Een stationsgebouw is een gebouw met stationsfaciliteiten. Doorgaans beschikt een stationsgebouw over een (al dan niet verwarmde) wachtruimte, loket en ruimtes ten behoeve van spoorwegpersoneel en/of -gereedschap. Ook kunnen stationsgebouwen over een of meerdere kleine winkels beschikken; vaak zijn deze gericht op reizigers die voorafgaand aan of juist na de reis nog een versnapering willen halen. Voorbeelden van dergelijke winkels in Nederland zijn AH to go, Kiosk, Starbucks en Smullers. Diverse gebouwen hebben tevens de beschikking over openbare toiletten.

## Types
Stationsgebouwen kunnen in allerlei maten zijn uitgevoerd, afhankelijk van de reizigersvraag en hoe groot de andere faciliteiten dienen te zijn uitgevoerd. Ook kan er gekozen zijn voor standaardisering van ontwerpen. Zo waren er in Nederland in de beginjaren van de spoorwegen standaardtypes, zoals GOLS-groot en -klein, en KNLS 1e, 2e en 3e klasse. In die tijd waren stationsgebouwen vaak rijkelijk versierd; na de Tweede Wereldoorlog lag de nadruk meer op functionele gebouwen, zoals die van het type Standaard Douma, vernoemd naar architect Cees Douma.